# Guernsey-Rind

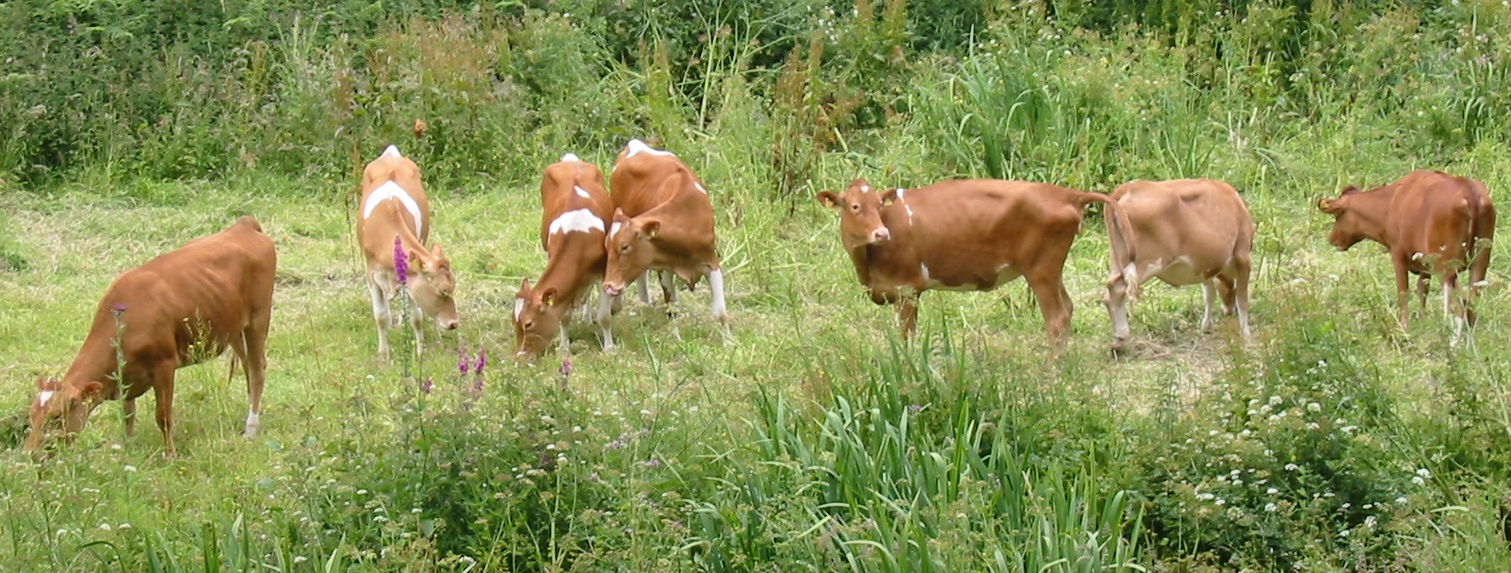
Guernsey-Rinder in St. Saviour’s, Guernsey

Das Guernsey-Rind ist eine Rinderrasse von der Kanalinsel Guernsey. Es handelt sich um eine milchbetonte Rasse mit blassem bis braunem Fell. Sie ist besonders bekannt für den außerordentlichen Geschmack ihrer Milch und zudem für ihre Härte und Gutmütigkeit. In Großbritannien steht die Rasse auf der Beobachtungsliste des britischen Rare Breeds Survival Trust.

## Milch
Die einzigartigen Qualitäten der Guernsey-Milch machten die Rasse weltberühmt. Sie ist von goldgelber Farbe und hat einen sehr hohen Beta-Carotin-Gehalt, der im Ruf steht, das Erkrankungsrisiko bestimmter Krebsarten zu reduzieren. Die Milch hat auch einen sehr hohen Fettgehalt (5 %) und einen hohen Eiweißgehalt von 3,7 %. Guernsey-Kühe produzieren bezogen auf ihre Körpermasse mehr Milch als jede andere Rinderrasse: etwa 8.000 Liter pro Kuh und Jahr.

## Ursprung

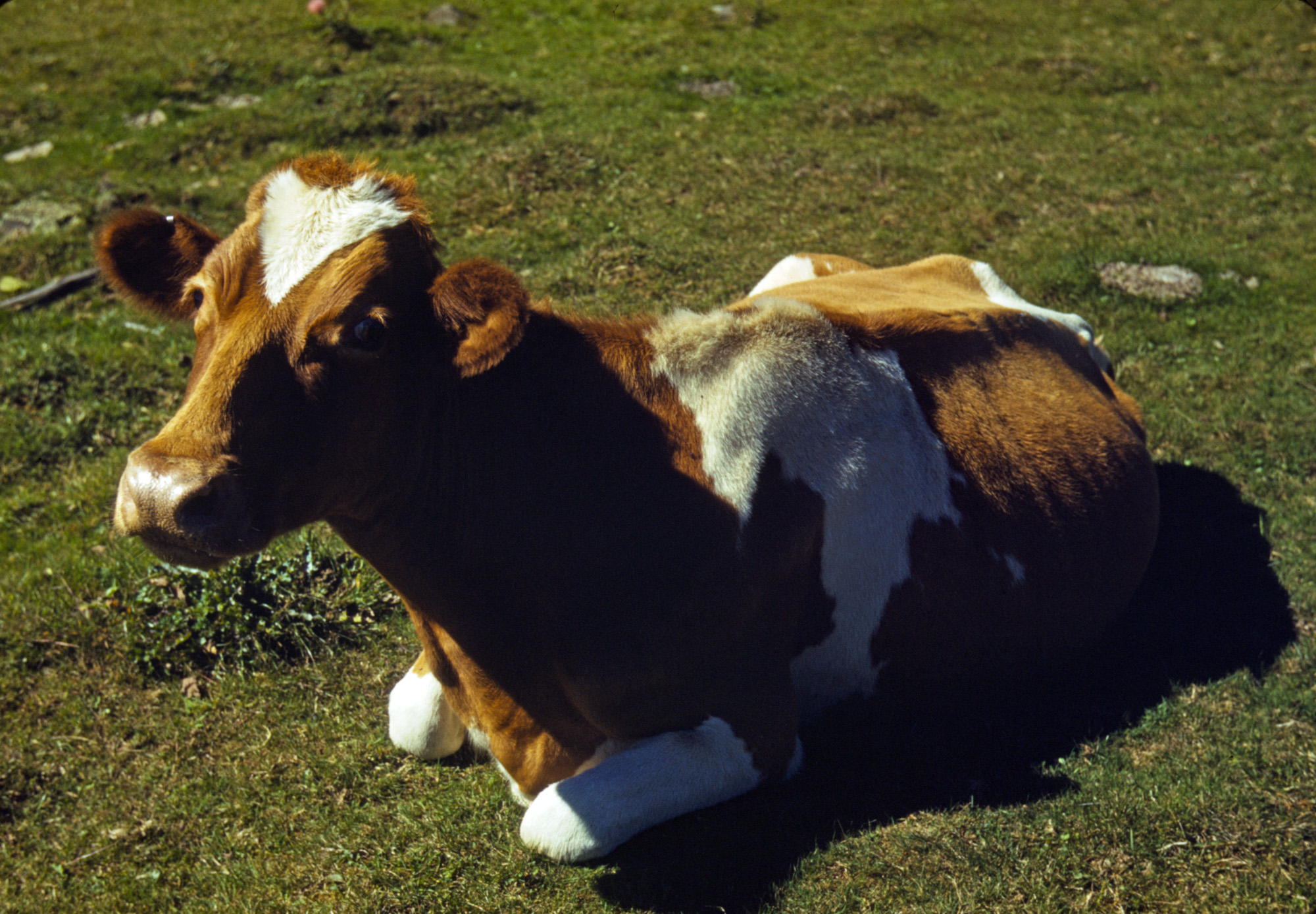
Eine Guernsey-Kuh in den USA

Die Rasse wurde auf der Kanalinsel Guernsey gezüchtet. Man glaubt, dass sie von zwei Rinderrassen abstammt, die aus Frankreich eingeführt wurden: dem Isigny-Rind aus der Normandie und dem Froment du Léon aus der Bretagne. Erstmals wurde das Guernsey-Rind im Jahr 1700 als eigenständige Rasse erwähnt. 1789 wurden Einfuhren fremder Rinder nach Guernsey gesetzlich verboten, um die Reinheit der Rasse zu erhalten. Trotzdem flossen einige aus Alderney während des Zweiten Weltkriegs evakuierte Rinder in die Rasse mit ein.
Der Export von Rindern und Samen war vorübergehend ein wichtiger Wirtschaftsfaktor der Insel. Im frühen 20. Jahrhundert wurden große Mengen Guernsey-Rinder in die Vereinigten Staaten exportiert. Heute ist die Rasse gut etabliert in Großbritannien, den USA, Kanada und auch andernorts.

## Daten
Die Kühe wiegen zwischen 450 und 500 kg, also etwas mehr als Jersey-Kühe. Die Bullen wiegen zwischen 600 und 700 kg, was für Hausrinder sehr klein ist – doch sie können überraschend aggressiv sein.
Die Guernsey-Kuh hat für den Milchbauern gegenüber anderen Rassen viele bemerkenswerte Vorteile, einschließlich ihrer Widerstandsfähigkeit gegen Krankheiten, ihrer hohen Milchproduktion, Leichtkalbigkeit und Langlebigkeit.

## Referenzen
- Anon (2004), The Guernsey Cow – Background and History.
- Luff, W. G. de L. (2004). A Short History of The Guernsey Breed.
- Spahr, L. S. and Opperman, G. E. (1995). The Dairy Cow Today: U. S. Trends, Breeding & Progress Since 1980, 2nd ed. USA, Hoard’s Dairyman Books.
- WGCF (The World Guernsey Cattle Federation), (2006).Advantages of the Guernsey.